# Pétroleuse
Cet article concerne le terme « pétroleuse ». Pour l'ouvrage d'Édith Thomas, voir Les « Pétroleuses » (livre). Pour le film de Christian-Jacque, voir Les Pétroleuses (film).

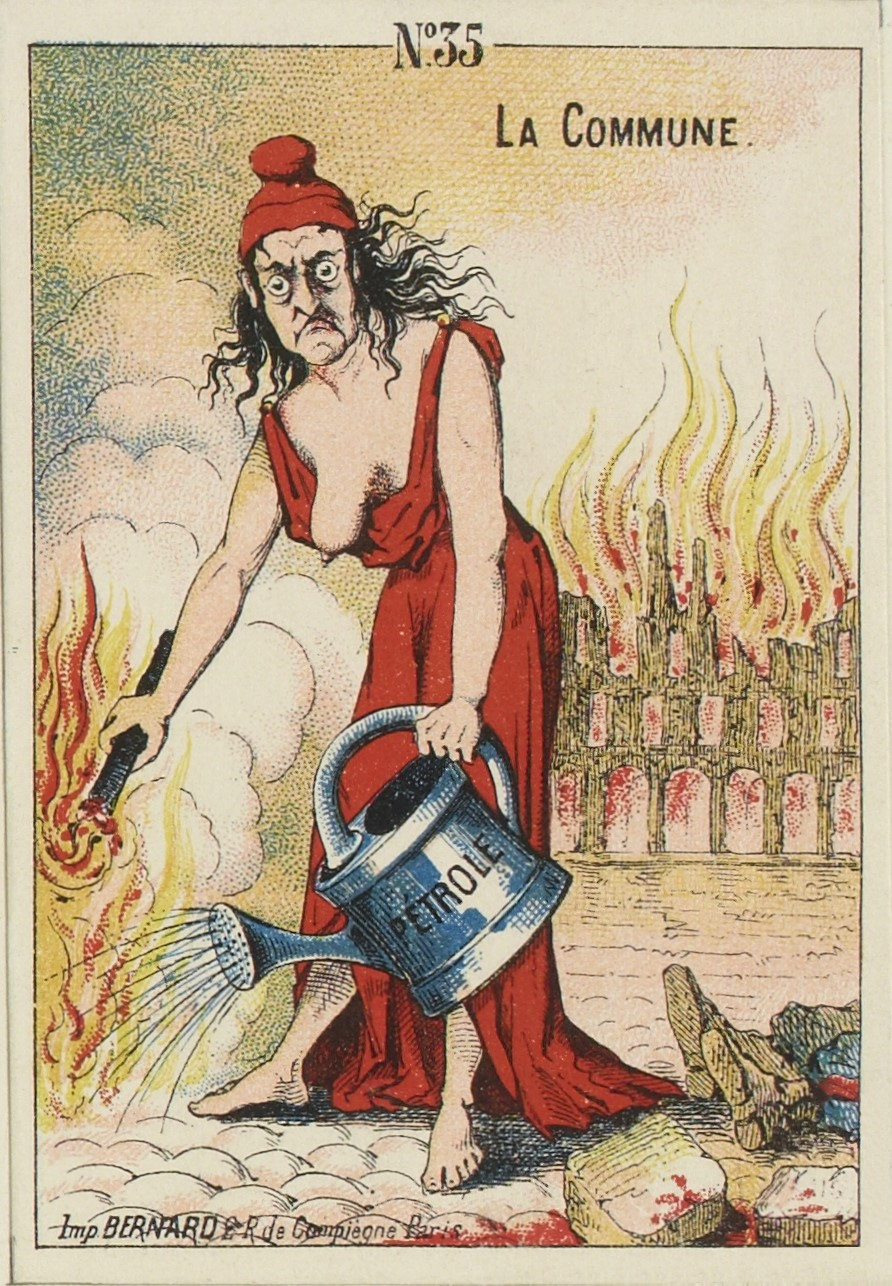
Caricature de pétroleuse d’après une carte postale versaillaise de 1871.

Pétroleuse est le terme qualifiant une femme accusée d’avoir employé du pétrole pour allumer des incendies, en 1871, pendant les incendies de Paris lors de l’écrasement de la Commune de Paris par les Versaillais, notamment pendant la Semaine sanglante. Il s'agit en réalité d'un concept qui désigne plus un stéréotype sur les Communardes qu'une réalité, les femmes accusées de ces faits n'ayant pas été reconnues coupables. 

## Définition
Le mot « pétroleur » existe déjà en 1871, mais son féminin « pétroleuse » apparaît à l'occasion de la Commune comme une insulte envers des femmes qui mettraient le feu grâce au pétrole. Il est utilisé par les ennemis des Communards pour critiquer les femmes et est souvent associé à des adjectifs tels que « bestial, cruel, farouche, fanatique, féroce, furieux, obscène ». Dominique Lagorgette, pour souligner le caractère insultant du terme, écrit : « On se demandera dès lors quels étaient les traits permettant d’identifier ces femmes, puisque les accusées prises sur le vif n’existent pas. Ceci explique pourquoi le mot, très rapidement après les années 1870, pourra renvoyer indifféremment à toute femme communaliste, même si le sens premier reste vivace. »

## Histoire

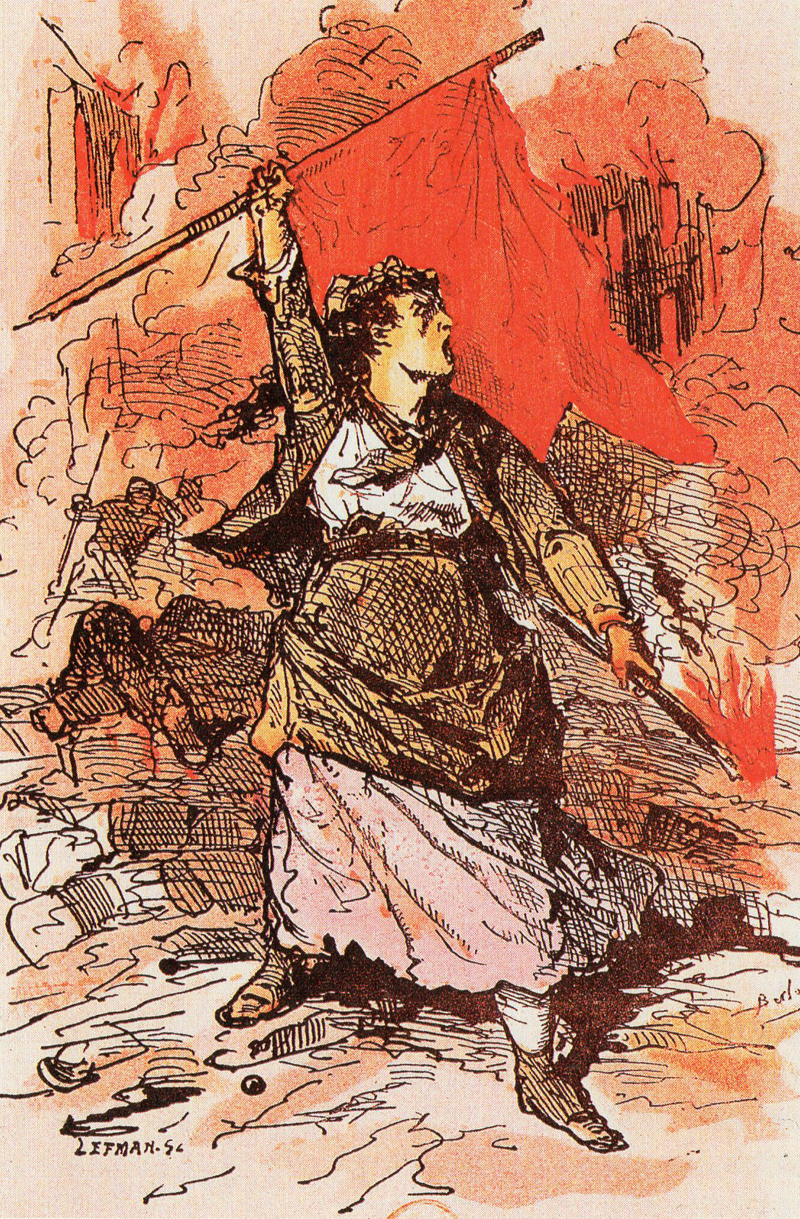
La Barricade, lithographie de Lefman d'après Bertall.

Des recherches récentes par les historiens de la Commune de Paris, comme Robert Tombs et Gay Gullickson, ont révélé qu’il n’y eut en fait aucun incident avéré d’incendie volontaire commis par des femmes, et qu’aucune femme n’avait réellement été condamnée comme incendiaire.
Parmi les milliers de Communardes présumées jugées après la Commune, seules quelques-unes furent reconnues coupables, et elles avaient été condamnées pour avoir tiré sur les troupes versaillaises, et non comme incendiaires. Lorsque les archives sont devenues consultables au XXe siècle, la consultation des actes des procès officiels pris par les autorités versaillaises révèle que ces accusations sont dénuées de fondement, et qu’aucune femme n’a jamais été condamnée pour incendie criminel. Les bâtiments incendiés à la fin de la Commune ne l’ont pas été par des pétroleuses. L’hôtel de ville fut détruit par les membres de la Garde nationale pendant leur retraite. Les bâtiments le long de la rue de Rivoli brûlèrent au cours des combats de rue entre les Communards et les troupes versaillaises, tandis que d’autres bâtiments ont été détruits par des obus incendiaires.
Malgré le mythe populaire de la pétroleuse, aucune femme n’a donc jamais été reconnue coupable d’incendie criminel délibéré. Gullickson suggère que le mythe de la pétroleuse faisait en réalité partie d’une campagne de propagande orchestrée par les hommes politiques versaillais, visant à dépeindre les Parisiennes de la Commune comme non naturelles, destructrices et barbares, pour donner la victoire morale aux forces loyalistes sur les Communards « contre nature ». 
Le mythe a toutefois perduré jusqu’au XXe siècle. Dans Paris même, la vente de liquides inflammables fut interdite pendant plusieurs mois après la fin de la Commune. Pour mieux comprendre la raison d’être de ce terme, il faut donc se replacer dans le contexte de l’époque et se rappeler que, les femmes n’étaient pas considérées comme membres à part entière de la société, au contraire de la Commune qui instaura une meilleure parité, non acceptée par tout le monde,.

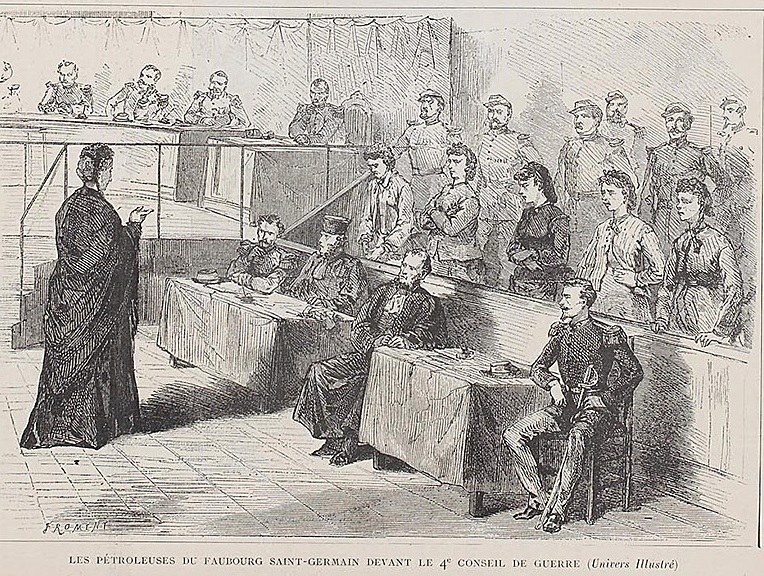
Procès des pétroleuses du faubourg Saint-Germain devant le 4e conseil de guerre.

## Littérature
« J'ai été réjoui, ce matin, par l'histoire de Mlle Papavoine, une pétroleuse, qui a subi au milieu des barricades les hommages de dix-huit citoyens, en un seul jour ! Cela est raide. »

— Flaubert, Correspondance
- Dans le roman-feuilleton La Porteuse de pain (1884), Jeanne Fortier utilise du pétrole pour s'éclairer en tant que gardienne d'une usine. L'usine est incendiée et Jeanne Fortier est condamnée à tort en tant que pétroleuse, même si le mot n'est pas prononcé. Dans l'adaptation télévisée de 1973, le caissier Ricoux traite Jeanne Fortier de pétroleuse. Elle devient folle, et c'est un autre incendie, alors qu'elle est internée pendant la Commune de Paris en 1871, qui lui rendra sa raison : un incendie à l'époque des pétroleuses de la Commune. En fait de pétroleuse, le véritable incendiaire de l'usine et assassin du patron est un pétroleur.
- Dans son roman L’adolescent, Dostoïevski met le mot « pétroleur » dans la bouche de Versilov lorsqu'il évoque l'incendie des Tuileries pendant la Commune : « Moi seul, entre tous les pétroleurs, pouvais leur dire en face que leurs Tuileries étaient une erreur[8] » ; et un peu plus loin : « le pétroleur n'agit que pour réclamer son droit à un morceau de pain[9]. »
- Dans les dernières pages de La Débâcle (1892), roman d'Émile Zola, lors de la Semaine sanglante, des exécutions sommaires ont lieu dans les rues de la capitale. Une femme et deux hommes, livrés aux soldats versaillais par des habitants du quartier, vont être fusillés. « Toute une foule violente s'acharnait contre la femme surtout, une de ces pétroleuses dont la peur hantait les imaginations hallucinées, qu'on accusait de rôder le soir, de se glisser le long des habitations riches, pour lancer des bidons de pétrole enflammé dans les caves. » (troisième partie, chapitre VIII)

## Postérité
Le terme de « pétroleuses » réapparaît lors des évènements de Mai 68, et dans les années qui suivent. Il est notamment utilisé durant cette période par un courant de la tendance Lutte de classe du Mouvement de libération des femmes composé de féministes parisiennes proches de la Ligue communiste révolutionnaire, qui prennent le nom de « pétroleuses »,. Elles publient de mars 1974 à décembre 1976 le périodique Les Pétroleuses : le journal des femmes qui luttent, sous la direction de Michèle Descolonges. Il connaît neuf numéros à la parution irrégulière.
Le terme est toutefois également utilisé de manière insultante par les détracteurs des féministes dans les années 1970. 
Cette idéologie persiste jusqu'à nos jours puisque le magazine Paris Match représente en 2000 Louise Michel comme incendiaire.  
Le groupe de punk britannique Petrol Girls tire son nom de ce mythe.